# Emi (nome)
Emi  è un nome proprio di persona giapponese femminile.

## Origine e diffusione
Come la maggioranza dei nomi giapponesi, Emi può essere formato da diverse combinazioni di due kanji; al primo posto può esserci 恵 (e, "benedizione", "grazia", "favore", "beneficio") o 絵 (e, "dipinto", "immagine"), mentre il secondo elemento può essere ad esempio 美 (mi, "bello"). Questo secondo elemento si può trovare in vari altri nomi, quali Ami, Akemi, Aimi, Satomi, Tamiko, Mika e Misao.

## Onomastico
È un nome adespota, cioè privo di santa patrona; l'onomastico può essere festeggiato il 1º novembre, per la ricorrenza di Ognissanti.

## Persone
- Emi Kawabata, sciatrice alpina giapponese
- Emi Kudeken, cestista giapponese
- Emi Sakura, wrestler giapponese
- Emi Shinohara, doppiatrice giapponese
- Emi Wada, costumista giapponese
- Emi Yamamoto, calciatrice giapponese